# Bath (Maine)
Bath è una città di 9.266 abitanti degli Stati Uniti d'America, situata nella Contea di Sagadahoc nello Stato del Maine.

## Monumenti e luoghi d'interesse
- Casa del Governatore William King, dimora storica realizzata nel 1812.